# Donato Román Heitman
Donato Román Heitman (Santiago de Xile, 4 de desembre de 1915 - 23 de novembre de 2004) va ser un compositor xilè. Es va criar dins una família musical a Santiago de Xile i va entrar al conservatori a l'edat de 12 anys. Quan en tenia 16, va compondre una marxa de benvinguda per a Edward VII, príncep de Gal·les, que visitava Xile. El 1934, va dirigir l'Orquesta Sinfónica de Xile, que interpretava el Ballet del oro. El 1935, va escriure la seva cançó més famosa, Mi banderita chilena. A més de la cançó popular, també va compondre obres simfòniques, música de cambra i música per acompanyar els famosos poetes de Xile i per a 16 pel·lícules xilenes. Al començament dels ans 1960 Donato Román es va establir als Estats Units d'Amèrica, on va viure fins al 1993.
Consta que, com a catalanòfil que era, va musicar la sardana Primavera nova, amb lletra de Joan Oliver, Pere Quart, que fou estrenada per l’Orfeó del Centre Català de Santiago de Xile el 23 d’abril de 1947, a Xile.